# (6855) Armellini
(6855) Armellini est un astéroïde de la ceinture principale.

## Description
(6855) Armellini est un astéroïde de la ceinture principale. Il fut découvert le 29 janvier 1989 à Bologne par l'observatoire San Vittore. Il présente une orbite caractérisée par un demi-grand axe de 2,29 UA, une excentricité de 0,06 et une inclinaison de 7,6° par rapport à l'écliptique.

## Compléments